# LOVE LOVE GUN
『LOVE LOVE GUN』（ラブラブガン）は、ピストルバルブの3枚目のフルアルバム。2009年10月7日発売。発売元はテイチクエンタテインメント。

## 解説
前作『Stick 'em up!』から約1年ぶりとなる、移籍後初のアルバム。初回限定盤は無く、通常盤のみの販売である。
ジャケットは、KISSのアルバム『Love Gun』のオマージュとなっている。

## 収録曲
1. LOVE GUN
 （作曲:Paul Stanley　編曲:永田“zelly”健志　ホーンアレンジ:永田“zelly”健志＋M-chan）
アメリカのハードロック/ヘヴィメタルバンド、KISSのカバー。
2. Find It!
 （作詞:峯音+ピストルバルブ　作曲・編曲:u-ske　ホーンアレンジ:u-ske+ラム・アスカ）
フジテレビ系『ザ・ベストハウス123』八代目エンディングテーマ（2009年9月9日‐）
3. パイこそはすべて〜Featuring Shinji Takeda〜
 （作詞:峯音+ピストルバルブ　作曲・編曲:永田“zelly”健志　ホーンアレンジ:永田“zelly”健志+ラム・アスカ）
関西テレビ系『タナゴコロータス』テーマソング
ゲストアーティストとして武田真治がアルトサックスで参加している。
4. Good-looking dreamer
 （作詞:峯音+ピストルバルブ　作曲:山田稔明　編曲:u-ske　ホーンアレンジ:u-ske+ラム・アスカ）
関西テレビ系『イケメンデルの法則』テーマソング
5. GO GO STRAIGHT!〜Featuring haderu from jealkb〜
 （作詞:峯音+ピストルバルブ　作曲:斎藤英夫　編曲:u-ske　ホーンアレンジ:u-ske+ラム・アスカ）
ゲストボーカルとして、ヴィジュアル系ロックバンドjealkbのボーカルのhaderu（ロンドンブーツ1号2号の田村淳）が参加している。
6. Please Hurt Me…
 （作詞:峯音+ピストルバルブ　作曲・編曲:u-ske　ホーンアレンジ:u-ske+とみぃ）
7. PEDAL
 （作詞:峯音+ピストルバルブ　作曲:早川大地　編曲:菊谷知樹　ホーンアレンジ:菊谷知樹+ラム・アスカ）
8. 赤いタンバリン
 （作詞・作曲:KENICHI ASAI　編曲:永田“zelly”健志　ホーンアレンジ:永田“zelly”健志+ラム・アスカ）
BLANKEY JET CITYの1998年のシングル「赤いタンバリン」のカバー。
9. Your Song
 （作詞・作曲:LOVE PSYCHEDELICO　編曲:永田“zelly”健志　ホーンアレンジ:永田“zelly”健志+ラム・アスカ）
LOVE PSYCHEDELICOの2000年のシングル「Your Song」のカバー。
10. My Voice
 （作詞:峯音+ピストルバルブ　作曲・編曲:u-ske　ホーンアレンジ:u-ske+ラム・アスカ）
フジテレビ系『ザ・ベストハウス123』七代目エンディングテーマ（2009年6月24日‐2009年9月2日）／尚美ミュージックカレッジ専門学校TVCMソング
11. Realize at Dawn
 （作詞:峯音+ピストルバルブ　作曲・編曲:佐藤Fisher五魚　ホーンアレンジ:佐藤Fisher五魚+ラム・アスカ）

## レコ発ツアー
2009年9月27日から12月20日にかけて国内10か所を回る「Love Love Gun Tour 2009」を行っている。
- 9月27日（日）‐宮城県大崎市民会館
- 10月9日（金）‐日本青年館
- 11月1日（日）‐名古屋 CLUB QUATTRO
- 11月3日（火）‐大阪 心斎橋 CLUB QUATTORO
- 11月10日（火）‐酒田市民会館「希望ホール」
- 11月23日（月）‐武蔵村山市民会館
- 12月6日（日）‐中札内文化創造センター ハーモニーホール
- 12月8日（火）‐札幌 club garden
- 12月9日（水）‐函館市民会館 大ホール
- 12月20日（日）‐吉見町民会館〜Fresa 5th Xmas〜